# Bhongir
Bhongir là một thành phố và khu đô thị của quận Nalgonda thuộc bang Andhra Pradesh, Ấn Độ.

## Địa lý
Bhongir có vị trí 17°31′B 78°53′Đ / 17,51°B 78,89°Đ Nó có độ cao trung bình là 430 mét (1410 foot).

## Nhân khẩu
Theo điều tra dân số năm 2001 của Ấn Độ, Bhongir có dân số 47.451 người. Phái nam chiếm 51% tổng số dân và phái nữ chiếm 49%. Bhongir có tỷ lệ 70% biết đọc biết viết, cao hơn tỷ lệ trung bình toàn quốc là 59,5%: tỷ lệ cho phái nam là 78%, và tỷ lệ cho phái nữ là 61%. Tại Bhongir, 12% dân số nhỏ hơn 6 tuổi.